# Vilassar de Dalt
Vilassar de Dalt ist eine katalanische Ortschaft in der Provinz Barcelona im Nordosten Spaniens. Sie liegt in der Comarca Maresme.
Vilassar de Dalt, früher auch als Sant Genís de Vilassar bekannt, erstreckt sich von der Küste bis in die Ausläufer des Bergzugs Serra de Sant Mateu (448 m). Der bergige Teil der Gemarkung ist von Kiefern- und Eichenwäldern sowie von Weiden bedeckt.
Die Stadt liegt im höher gelegenen Teil der Gemarkung am Fuße des restaurierten Castell de Vilassar. Dieses bestand schon im 12. Jahrhundert. 1931 wurde es zum „Kunsthistorischen Monument“ erklärt.
Die traditionelle Landwirtschaft (Wein, Getreide, Futtermittel, Kartoffeln, Gemüse, Blumen) tritt gegenüber den touristischen Aktivitäten (Ferienhäuser) immer mehr in den Hintergrund. Von Bedeutung ist die Textil- und Metallindustrie sowie die Chemische Industrie.

## Menhire und Dolmen
Der Menhir de la Pedra del Diable befindet sich im Serralada Litoral Park. Im Ort befinden sich auch der Menhir de Cal Camat, der Dolmen von Can Boquet und einige Paradolmen wie die Cova d’en Pau.

## Städtepartnerschaft
- Joyeuse (Frankreich)

## Fotogalerie

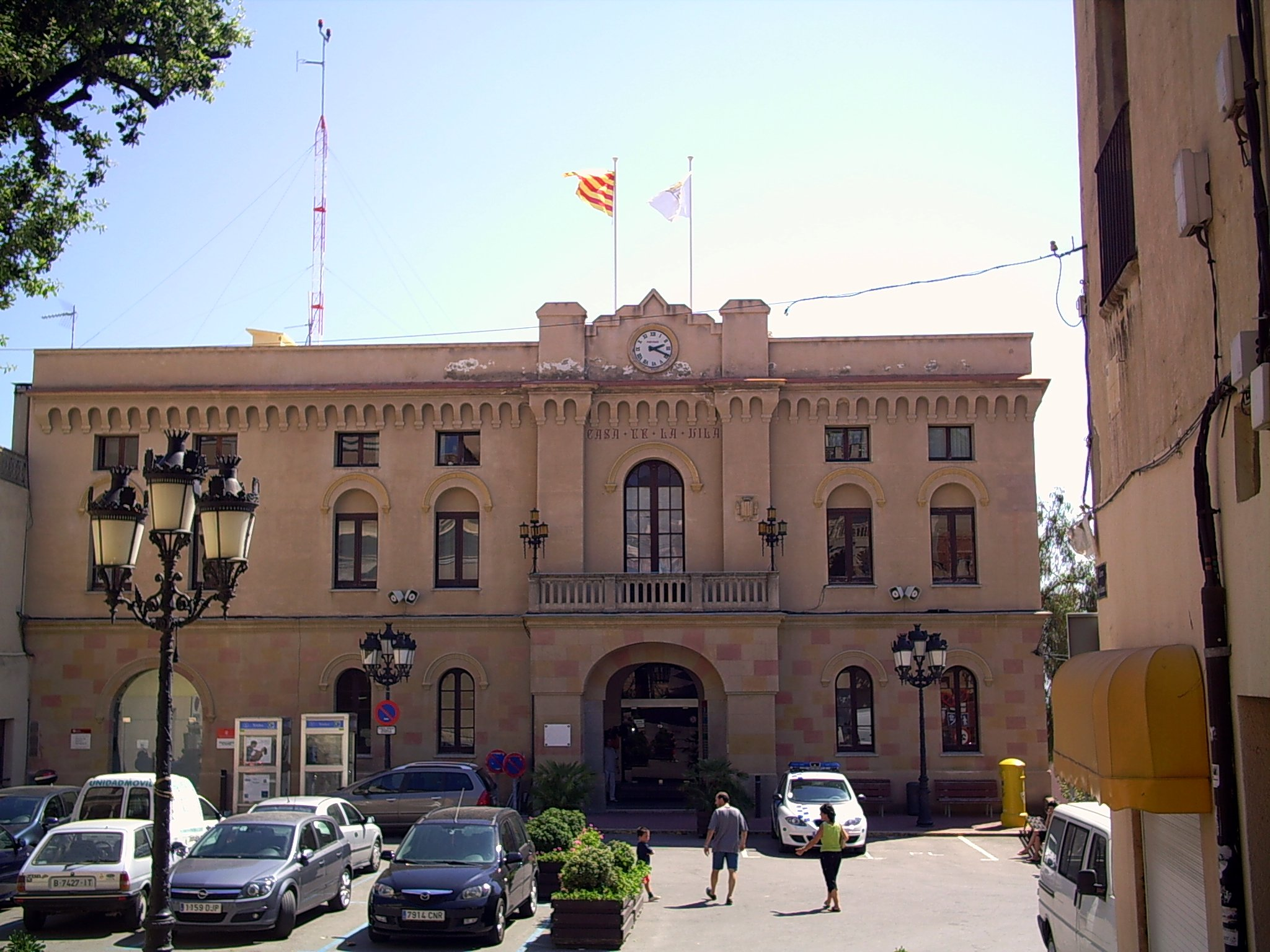
Rathaus von Vilassar de Dalt (1884)
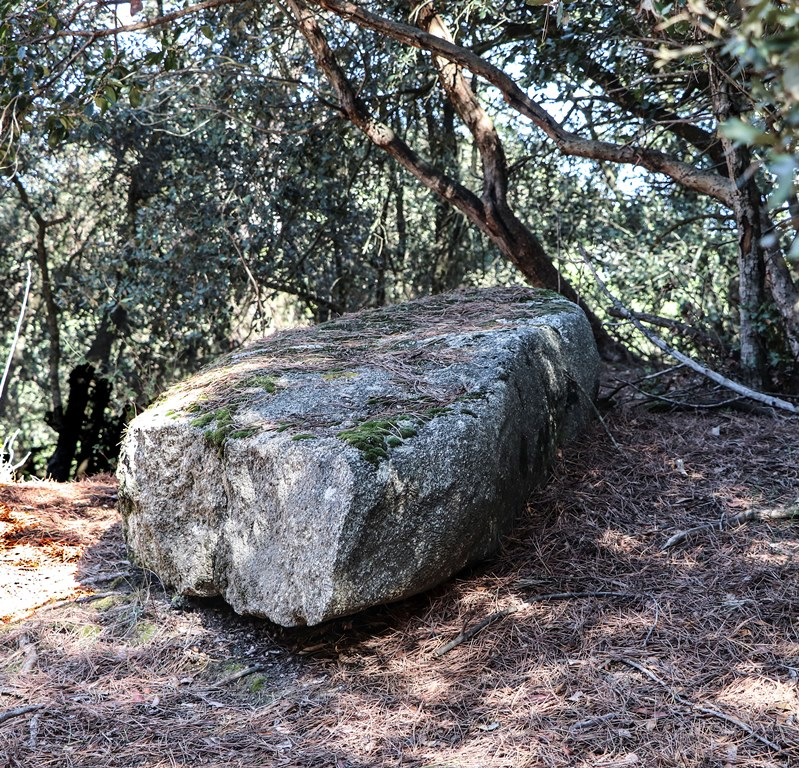
Der Teufelsstein
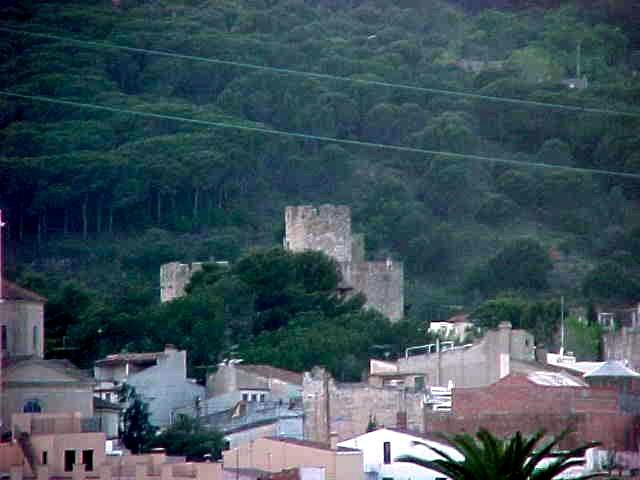
Schloss von Vilassar
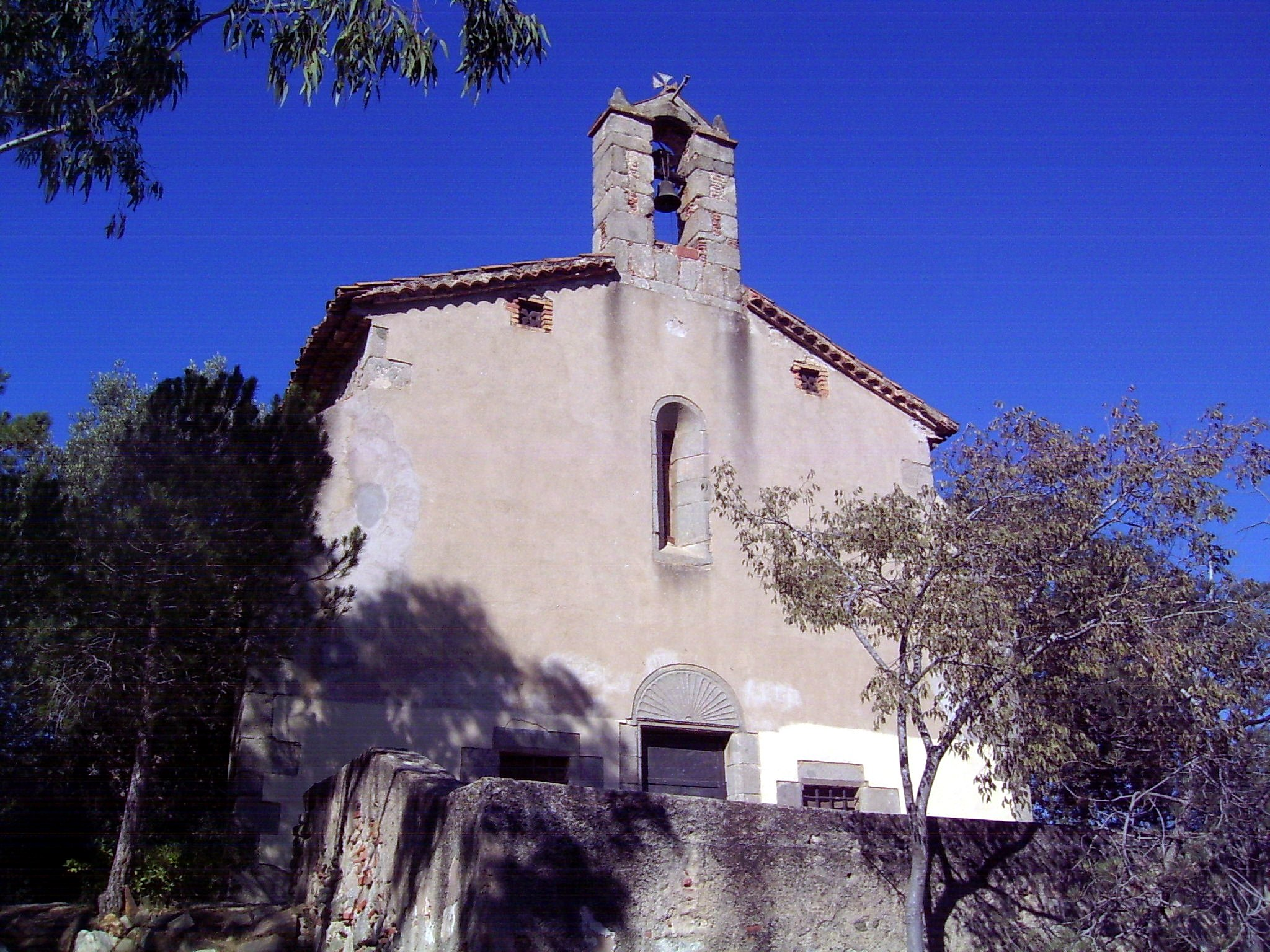
Einsiedelei des heiligen Sebastian